# Dr. Theiss Naturwaren

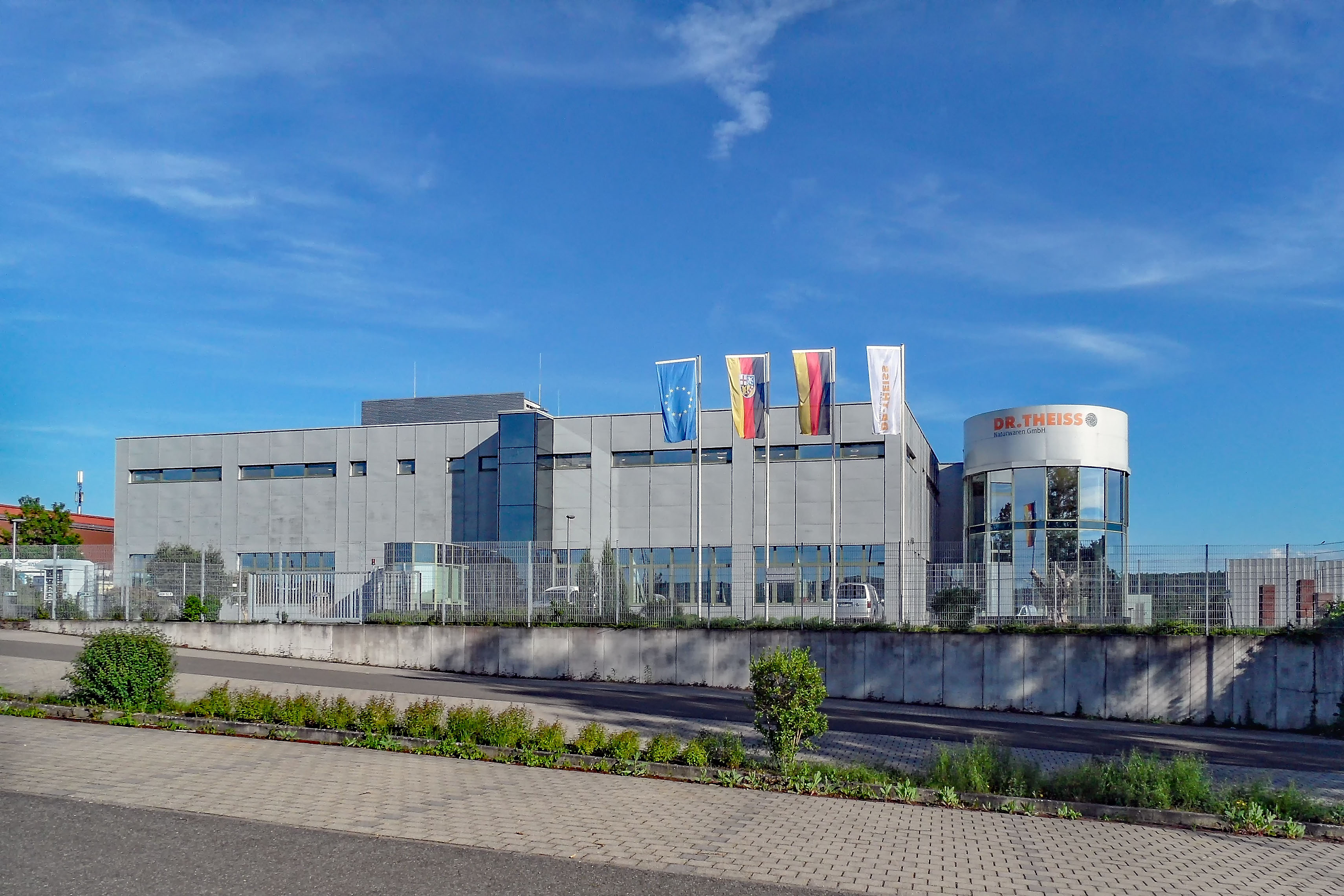
Gebäude der Dr. Theiss Naturwaren in Homburg, In den Rohrwiesen

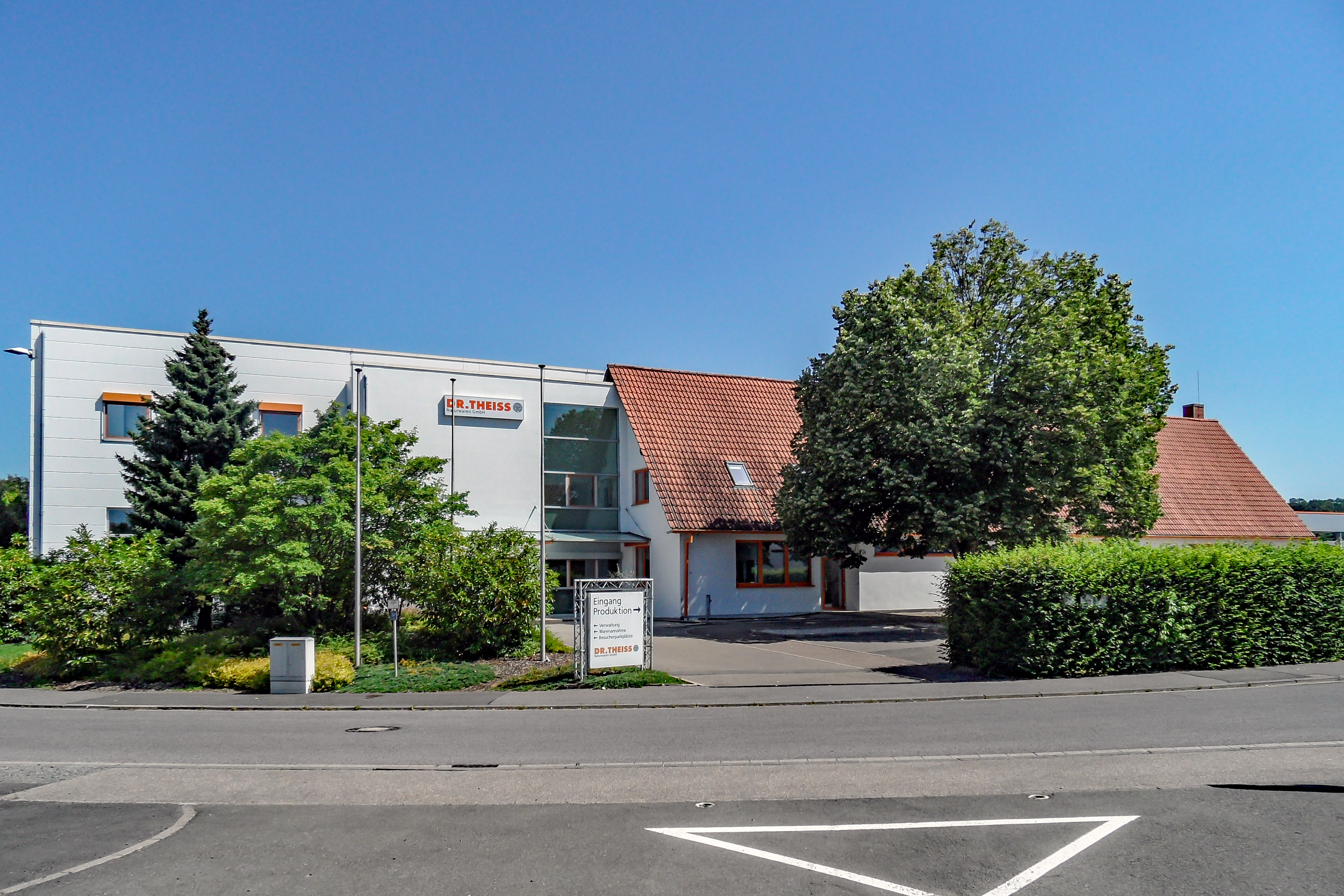
Gebäude der Dr. Theiss Naturwaren in Homburg, Michelinstraße

Die Dr. Theiss Naturwaren GmbH ist ein Hersteller von Produkten im Bereich der Naturheilkunde. Das Unternehmen hat seinen Hauptsitz im saarländischen Homburg.

## Unternehmen
Die Unternehmensgruppe hat weltweit 2000 Mitarbeiter, davon rund 510 am Stammsitz in Homburg und 500 in Russland.

## Firmengründer
Peter Theiss (* 19. Juli 1944 in Homburg) verbrachte seine Schulzeit in Homburg. Nach seiner Famulatur in der Carolus Apotheke in Frankfurt am Main und dem Vorexamen in Wiesbaden studierte er an der Ludwig-Maximilians-Universität München Pharmazie. Von 1971 bis 1976 war er Doktorand in der Abteilung Neuropharmakologie am Max-Planck-Institut für Psychiatrie in München, wo er 1976 auch seine Promotion ablegte. Im Jahre 1976 übernahm Peter Theiss von seinem Vater die Markt-Apotheke in Homburg. Gleichzeitig widmete er sich dem Studium alternativer Heilmethoden und der Pflanzenheilkunde.
Im November 2009 wurde Peter Theiss von dem saarländischen Ministerpräsidenten Peter Müller zum Honorarprofessor ernannt. Im März 2022 wurde er von Tobias Hans mit dem Saarländischen Verdienstorden ausgezeichnet.

## Firmengeschichte
1978 gründete Peter Theiss zusammen mit seiner Frau, der Heilpraktikerin Barbara Theiss, die Dr. Peter Theiss Naturwaren OHG. 1984 wurde die Produktion in das neu errichtete Gebäude im Homburger Industriegebiet Ost verlagert. 1987 übernahm die Wella AG 75 % des Unternehmens, wodurch sich der Wella AG der Vertriebsweg über die Apotheken erschloss.
Die Marke Lacalut hat Dr. Theiss im Jahr 2000 dem Pharmakonzern Boehringer Ingelheim abgekauft. 2001 war die Firma in die GmbH „Dr. Theiss Naturwaren GmbH“ umgewandelt, die sich seitdem wieder vollständig in Familienbesitz befindet. 2002 übernahm Theiss das Unternehmen Medipharma Cosmetics. 2005 wurde die Allga Pharma GmbH mit der Marke Allgäuer Latschenkiefer übernommen. Das Unternehmen Allga Pharma besitzt über 100 ha eigene Latschenkieferplantagen. Aus dem ätherischen Öl der Bergkiefer werden hautpflegende und durchblutungsfördernde Produkte hergestellt, die in Deutschland ausschließlich in Apotheken vertrieben werden. Insgesamt sind die Produkte von Theiss in 90 % aller europäischen Apotheken erhältlich. Im Dezember 2007 wurde die Produktionsstätte um ein Speditions- und Logistikzentrum mit 13.000 Quadratmetern im Industriegebiet in den Rohrwiesen in Homburg erweitert.
Seit dem Zusammenschluss der fünf Unternehmen (Dr. Theiss Naturwaren, Medipharma Homburg GmbH, Phyt Immun, Arcam GmbH und Allga Pharma) zur Dr. Theiss Firmengruppe mit Standort Homburg werden die Produkte weltweit vermarktet. Seit 2005 befindet sich die Unternehmensgruppe nach eigenen Angaben im Bereich pflegender Kosmetik (Personal Care Markt) unter den ersten drei apothekenexklusiven Anbietern in Deutschland. Im Jahr 2013 erfolgte die Übernahme des Bad Godesberger Pharmaunternehmens Dolorgiet mit der Marke Proff.
Dr. Theiss Naturwaren ist wegen seiner Aktivitäten in Russland in die Kritik geraten. Als Reaktion auf die geopolitischen Spannungen gab das Unternehmen im April 2022 bekannt, dass es künftige Investitionen, Entwicklungs- und Marketingaktivitäten in Russland pausieren wird, während es seine bestehenden Geschäftstätigkeiten fortsetzt. Trotz dieser Kritik hält Dr. Theiss Naturwaren unter Hinweis auf bestehende Zusagen und vertragliche Verpflichtungen an der Fortführung der wesentlichen Geschäftsaktivitäten in Russland fest. Einen Zeitplan für die Wiederaufnahme von Investitionen oder Marketingaktivitäten in der Region hat das Unternehmen nicht genannt.

## Produktlinien
Basierend auf alten Rezepturen wurde 1979 die Dr. Theiss Ringelblumensalbe auf den Markt gebracht. Diese wurde seitdem weiterentwickelt, und die Produktpalette wurde mit halbfesten Zubereitungen wie Cremes und Gels erweitert.
Die Produktlinien der Unternehmensgruppe umfassen Gesichtspflege, Haarpflege, Körperpflege und Lippenpflege. Zudem gehören die Marken Medipharma Cosmetics (Pflegeprodukte mit Olivenöl) und Allgäuer Latschenkiefer (Pflegeprodukte mit Latschenkiefernöl) zu der Gruppe. Letztere umfasst Produkte zur Fuß- und Beinpflegeserie und gegen Muskel- und Gelenkbeschwerden. Den Bereich der Zahnpflege deckt die Marke Lacalut ab.
Die Zahncreme-Familie Lacalut steuert 45 Prozent zum Umsatz bei (Stand 2009). Lacalut wird in Apotheken und in Supermärkten verkauft. Die anderen Dr. Theiss-Produkte werden nur über Apotheken vertrieben.
Theiss ist weltweit größter Anbieter von Ringelblumenpräparaten.

## Sonstiges
Von 2010 bis 2013 war das Unternehmen für drei Spielzeiten Hauptsponsor des Fußballklubs 1. FC Kaiserslautern. Nachdem das Unternehmen 2019 als Ärmelsponsor der Pfälzer zurückkehrte, ist die Dr. Theiss Naturwaren GmbH mit ihrer Marke Allgäuer Latschenkiefer seit der Saison 2020/21 erneut Hauptsponsor der Lauterer (Stand Saison 2023/24). Seit dem Jahr 2022 hält die Firma zudem 4,40 % der Kommanditaktien der 1. FC Kaiserslautern GmbH & Co. KGaA.
Weiterhin unterstützt das Unternehmen den örtlichen FC 08 Homburg.
Ebenfalls unterstützt das Unternehmen mit Großspenden sowohl die CDU, als auch die SPD.